# Sintomo
Il termine sintomo (dal greco σύμπτωμα, symptoma, 'evenienza', 'circostanza', a sua volta derivato da συμπιπτω, sympipto, 'cado con', 'cado assieme') indica un'alterazione soggettiva, riferita dal paziente, della normale sensazione di sé e del proprio corpo in relazione ad uno stato patologico. Si differenzia sia dal segno, un riscontro patologico oggettivo individuato all'esame obiettivo del paziente stesso, sia dal reperto di laboratorio, un quadro dei risultati riscontrabili effettuando un'indagine diagnostica, e che coinvolge procedure proprie di un laboratorio di analisi, successivamente consegnato tramite referto al paziente.
In condizione di sintomo/malattia e in relazione al quadro clinico, un individuo può essere definito sintomatico se presenta sintomi, paucisintomatico se presenta un minor numero di sintomi rispetto a una presentazione tipica o asintomatico se non presenta sintomi.
Alcune malattie possono non mostrare sintomi e il paziente può scoprire di esserne affetto con esami di routine o per altri motivi. Per esempio molte forme di neoplasia sono per lunghi periodi asintomatiche fino a quando lo stadio della malattia non raggiunge un livello avanzato.

## Nella psicoanalisi
(Cinque conferenze sulla psicoanalisi')